# Referéndum constitucional de las Islas Vírgenes de Estados Unidos de 1981
Un referéndum constitucional tuvo lugar en las Islas Vírgenes de Estados Unidos el 3 de noviembre de 1981. El Consejo Constitucional de 30 miembros fue elegido en 1980. El Consejo redactó y luego adoptó un borrador de constitución, pero al igual que intentos previos en 1972 y 1979, el borrador de constitución fue rechazado por los electores.

## Resultados
| Opción                              | Votos  | %     |
| ----------------------------------- | ------ | ----- |
| A favor                             | 4 821  | 40,25 |
| En contra                           | 7 157  | 59,75 |
| Votos nulos                         |        | –     |
| Total                               | 11 978 | 100   |
| Electores registrados/participación | 25 485 | 47,00 |
| Fuente: Direct Democracy            |        |       |